# Распутин, безумный монах
«Распутин, безумный монах» (англ. Rasputin, the Mad Monk, 1966) — британский фильм ужасов, снятый режиссёром Доном Шарпом на студии Hammer Films. Лента снята по системе Techniscope оператором Майклом Ридом. В сюжете фильма акцент делается не только на ужасающих способностях Распутина, как мистика или целителя, но и как соблазнителя женщин.

## Сюжет
История начинается в российской деревне, где Распутин исцеляет больную жену трактирщика. Когда его позже вытаскивают перед православным епископом с обвинениями в безнравственности и насилии, трактирщик встаёт на защиту монаха. Распутин протестует против того, что он аморален, заявляя что ему нравится представлять Богу «грехи, достойные прощения» (это основано на предположении, что Григорий Распутин примыкал к секте хлыстов). Он также утверждает, что у него есть целительные силы, но обвиняется епископом в том, что его сила исходит от сатаны. Распутин решает добраться до Царицы, после встречи исцеляет её сына-цесаревича, больного гемофилией. Доктор Зарго, который понял сумасшедшие намерения Распутина вместе с двумя дворянами, Петром и Иваном, организовал его убийство; но прежде чем умереть, монах мстит убийцам.

## В ролях
- Кристофер Ли — Григорий Распутин
- Барбара Шелли — Соня
- Ричард Паско — доктор Борис Зарго
- Фрэнсис Мэттьюз — Иван
- Сьюзен Фармер — Ванесса
- Динсдейл Ланден — Пётр
- Рене Ашерсон — царица
- Дерек Фрэнсис — трактирщик
- Роберт Данкен — цесаревич
- Алан Тильверн — покровитель

## Производство
Картина снималась сразу вместе с фильмом «Дракула: Князь Тьмы» (1966) с использованием тех же актёров, членов съемочной группы и декораций. 
В исходном финале было показано безжизненное тело Распутина, лежащее на льду с прижатой ко лбу рукой в благословляющем жесте, однако этот материал сочли спорным по религиозным соображениям и удалили. Кадры оригинального финала все ещё существуют.
В 1967 году фильм был новеллизирован писателем Джоном Бёрком: он стал частью его книги The Second Hammer Horror Film Omnibus.
Во многих случаях фильм показывался в паре с картиной «Рептилия».

## Историческая основа
Фильм никогда не претендовал на статус исторического, хотя некоторые события, ведущие к убийству Распутина, отчасти основаны на рассказе князя Юсупова. По юридическим причинам имя Юсупова было заменено именем Иван, так как сам князь на момент выхода фильма (27 июля 1967 года) был ещё жив и вполне мог обратиться к закону, как это уже было ранее со студией MGM, когда в 1932 г. на экраны вышел фильм «Распутин и императрица».
В детстве в 1920-х годах Кристофер Ли действительно встретил убийцу Распутина Феликса Юсупова. В более поздней жизни Ли также виделся с дочерью Распутина Марией.